# Azzurro - Storie di mare
Azzurro - Storie di mare è un programma televisivo in onda su Rai 1 dal 2021, con la conduzione di Beppe Convertini.

## Il programma
Il programma è un viaggio alla scoperta del mare, a dieci anni dalla nascita del branded content che l'ONU ha dedicato alle scienze oceaniche, per comprendere i delicati meccanismi del più grande serbatoio della biodiversità del pianeta. Il conduttore raccoglierà le testimonianze di chi vive il mare quotidianamente, difendendolo da ogni forma di inquinamento.

## Edizioni
| Edizione | Anno | Conduzione       | Periodo        | Periodo           | Puntate |
| Edizione | Anno | Conduzione       | Inizio         | Fine              | Puntate |
| -------- | ---- | ---------------- | -------------- | ----------------- | ------- |
| 1ª       | 2021 | Beppe Convertini | 15 agosto 2021 | 5 settembre 2021  | 4       |
| 2ª       | 2022 | Beppe Convertini | 24 luglio 2022 | 18 settembre 2022 | 8       |
| 3ª       | 2023 | Beppe Convertini | 30 luglio 2023 | 24 settembre 2023 | 7       |
| 4        | 2024 | Beppe Convertini | 27 luglio 2024 | 14 settembre 2024 | 8       |
| 5        | 2025 | Beppe Convertini | 5 luglio 2025  | in corso          | 6       |

## Audience
| Edizione | Rete televisiva | Anno | Stagione | Programmazione | Programmazione | Programmazione | Programmazione | Programmazione | Programmazione | Programmazione | Telespettatori | Share |
| Edizione | Rete televisiva | Anno | Stagione | L              | M              | M              | G              | V              | S              | D              | Telespettatori | Share |
| -------- | --------------- | ---- | -------- | -------------- | -------------- | -------------- | -------------- | -------------- | -------------- | -------------- | -------------- | ----- |
| 1ª       | Rai 1           | 2021 | estate   |                |                |                |                |                |                |                |                |       |
| 2ª       | Rai 1           | 2022 | estate   |                |                |                |                |                |                |                |                |       |
| 3ª       | Rai 1           | 2023 | estate   |                |                |                |                |                |                |                |                |       |
| 4ª       | Rai 1           | 2024 | estate   |                |                |                |                |                |                |                |                |       |
| 5ª       | Rai 1           | 2025 | estate   |                |                |                |                |                |                |                |                |       |